# Francesc Carulla i Serra
Francesc Carulla i Serra   (Barcelona, 18 de novembre de 1927) - Barcelona, 4 de gener de 2025) és un escultor català.
Va néixer el 18 de novembre de 1927 a la ciutat de Barcelona, fruit del matrimoni entre Maria Serra i Nualart i el també escultor Francesc Carulla i Ribera, sent el gran de quatre germans. Amb setze anys, ja aprendrà la tècnica escultòrica al taller del seu pare i així el 1944 amb 18 anys a l'Escola de la Llotja, cursarà estudis d'escultura amb Jaume Otero, Frederic Marès, Enric Monjo, els germans escultors Llucià i Miquel Oslé i el pintor Miquel Farré. Va obtenir la titulació de professor de dibuix l'any 1950.
Abans d'acabar els seus estudis, l'any 1948, integrarà el Grup Flamma, col·lectiu artístic dedicat sobretot a l'obra religiosa juntament amb Joan Lleó, Domènec Fita, Romà Vallés i Albert García. L'any 1950 col·labora amb l'escultor Josep Viladomat i Massanas, autor de l'estàtua de la República a l'obelisc del passeig de Gràcia.
Entre els anys 1965 i 1993 va ser catedràtic a l'Escola de la Llotja, impartint classes d'escultura. L'any 1984 es va llicenciar en Belles Arts per la Universitat de Barcelona. Entre la seva carrera professional i l'artística, conformada per una ingent producció d'obres mostrades en nombroses exposicions i reconeixements amb diversos premis. L'any 1960 es casa amb Hermínia Pujol Plans i tindran dos fills, en Francesc Carulla i Pujol, l'arquitecte Hermínia Carulla i Pujol, que ha col·laborat amb ell en diversos projectes, juntament amb els escultors Estrella Requena Jiménez i Abel Vallhonesta Massana, ambdós, havien estat alumnes seus.
En la seva obra, es veu la llavor Noucentista de les tradicions mediterrània i catalana dipositada per alguns dels seus mestres abans anomenats i que va arrelar en la seva manera de crear. Realitzant unes figures que s'intercanvien entre el cubisme i l'expressionisme, amb la complicitat que provoca la conversa entre volums i negatius. Aquesta materialització la veurem d'una manera clara en temes mítics i figures femenines de formes rotundes i generoses. També en la seva creació religiosa hi ha figures amb molta força, com és el cas de les quatre escultures de la part exterior de la nau central de la Sagrada Família de Barcelona i darrerament el retaule de l'Església de la Mare de Déu de Montserrat de Viladecans, on dona a les seves imatges a part de la iconografia necessària per identificar-les, una execució tal, que també ens transmeten la seva personalitat.
En l'actualitat, a més de trobar-se en processos de recuperació d'obres pictòriques anteriors, escrivint un llibre sobre la seva obra pictòrica i escultòrica i en el projecte de dues estàtues més per la Sagrada Família. Està realitzant un tors de dona de formes turgents i opulents que atrauen per la seva originalitat en la figuració femenina.
Tal com ell mateix es defineix: «Sóc un escultor d'arrels mediterrànies, estimo la rotunditat i la turgència de les formes vives, il·luminades per la llum del sol i em plau el contrast violent de les ombres que s'hi projecten»
Des del 1948 va participar en nombroses exposicions personals i col·lectives. Va realitzar des del 1949 moltes obres d'encàrrec, sovint de temàtica religiosa. Destaquen, entre molts altres, escultures de Joaquima de Vedruna, Josep Oriol, Joana de Lestonnac i Josep Manyanet i Vives al Temple Expiatori de la Sagrada Família o l'escultura de sant Francesc Coll a Montserrat.